# Guetique
Guetique (em armênio: Գետիկ; romaniz.: Getik) é uma aldeia da província de Guelarcunique, na Arménia. Possui um antigo monastério construído entre 1237 e 1291.